# I Believe in a Thing Called Love (EP)
I Believe in a Thing Called Love är det brittiska rockbandet The Darkness första EP och första utgivning. EP:n gavs ut den 12 augusti 2002 av Must Destroy Music och producerades av Pedro Ferreira.

## Historia

### Bakgrund
I november 2001 hade The Darkness manager, Sue Whitehouse, arrangerat en konsert åt gruppen i Notting Hill tillsammans med Ian Johnsen, som var delägare i skivbolaget Must Destroy tillsammans med Alan Hake. Under sommaren 2002 hade gruppen gjort flera spelningar där A&R-representanter och musikjournalister fanns i publiken. Folk började få upp ögonen för The Darkness, men gruppen hade fortfarande inget skivkontrakt. Whitehouse började då diskutera med Johnsen angående möjligheterna att ge ut en singel av bandet.

### Inspelning och produktion
Inga kontrakt skrevs på men bandet blev till slut bokade till 2kHz Studios i London. Väl inne i studion spelade gruppen in tre låtar; I Believe in a Thing Called Love, Love on the Rocks With No Ice och Love Is Only a Feeling som samtliga senare kom att ges ut på gruppens debutalbum, Permission to Land. Som producent anlitade man Pedro Ferreira, som tidigare arbetat med bland annat Stereophonics. Sångaren Justin Hawkins spelade in delar av albumet naken; "När jag är i studion vill jag uttrycka mig mer fritt - jag antar att jag är en exhibitionist."

### Utgivning och mottagande
I Believe in a Thing Called Love gavs ut genom Must Destroy Music den 12 augusti 2002. EP:n trycktes upp i 2.000 exemplar och gjorde ingen större inverkan på den brittiska singellistan. EP:n tog sig till slut upp på plats 180 som bäst. De 2.000 exemplaren sålde slut relativt fort, vilket gjorde att man fick trycka nya exemplar - två gånger!

## Låtlista
Samtliga låtar är skrivna av Ed Graham, Dan Hawkins, Justin Hawkins och Frankie Poullain.
| Nr | Titel                              | Längd |
| -- | ---------------------------------- | ----- |
| 1. | "I Believe in a Thing Called Love" | 3:36  |
| 2. | "Love on the Rocks With No Ice"    | 6:10  |
| 3. | "Love Is Only a Feeling"           | 4:19  |

## Medverkande
- Ed Graham - trummor
- Dan Hawkins - gitarr
- Justin Hawkins - gitarr, sång
- Frankie Poullain - bas